# Langen (près de Bremerhaven)
Pour les articles homonymes, voir Langen.
Langen (près de Bremerhaven) est une ancienne commune allemande située au nord du pays, dans l'arrondissement de Cuxhaven du Land de Basse-Saxe.

## Géographie
Langen est située au nord de Bremerhaven.

## Quartiers
- Debstedt
- Holßel
- Hymendorf
- Imsum
- Krempel
- Neuenwalde
- Sievern

- Le village de Langen lui-même avec ses trois subdivisions :
  - Langen Nord
  - Langen Süd
  - Langen Mitte